# Kabeli (Lääne-Nigula)
Koordinaten: 58° 47′ N, 23° 56′ O
Kabeli ist ein Dorf (estnisch küla) in der Landgemeinde Lääne-Nigula (bis 2017: Landgemeinde Martna) im Kreis Lääne in Estland.
Der Ort hat 14 Einwohner (Stand 31. Dezember 2011).